# Bất tuân dân sự (Henry David Thoreau)

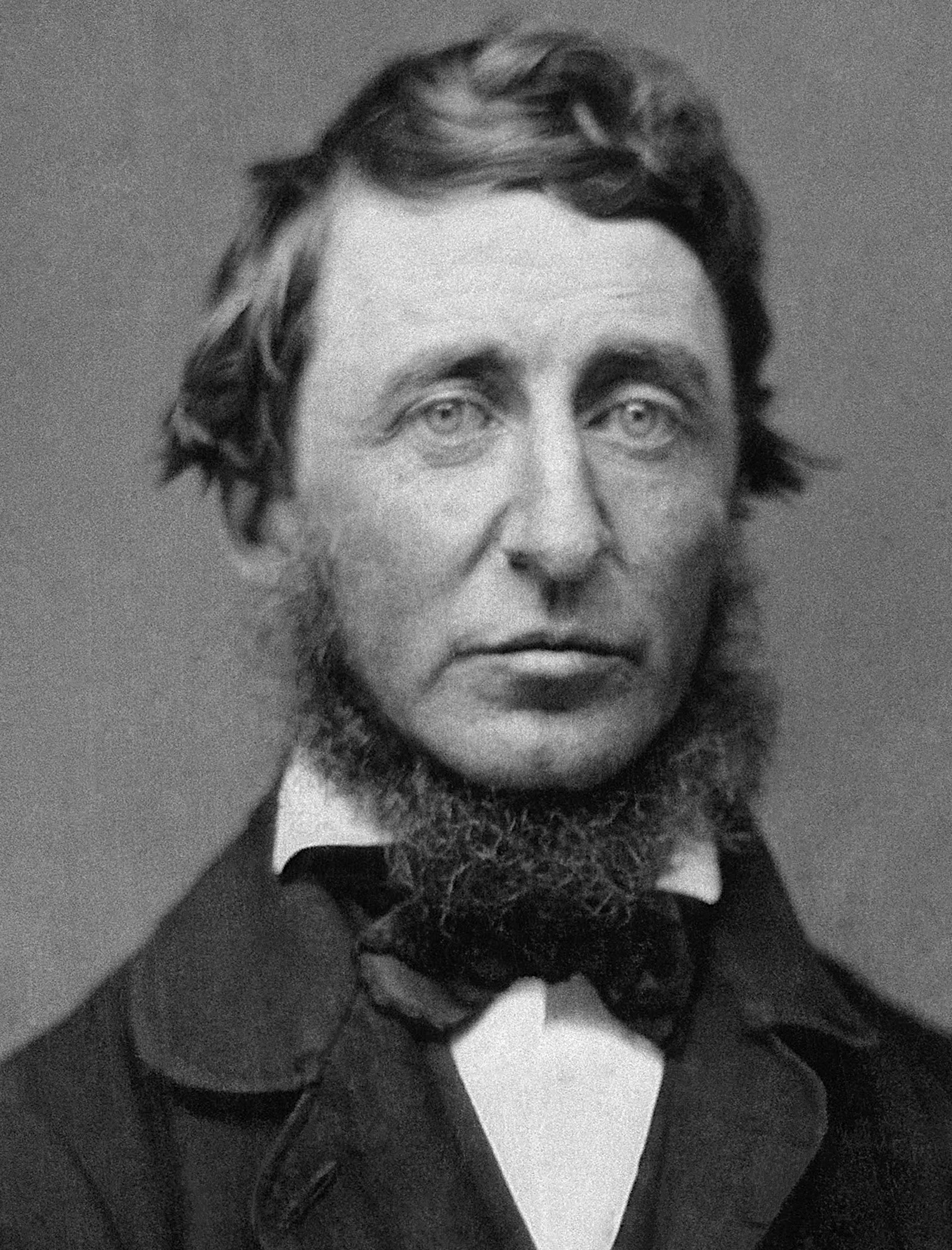
Henry David Thoreau

Chống đối chính phủ dân sự (Bất Tuân Dân Sự) là một bài luận được viết bởi nhà triết học theo chủ nghĩa tiên nghiệm người Mỹ Henry David Thoreau được xuất bản lần đầu tiên vào năm 1849. Trong đó, Thoreau lập luận rằng các cá nhân không nên cho phép chính phủ chà đạp hoặc xâm phạm vào lương tâm của họ, và họ có một nhiệm vụ là tránh cho phép sự phục tùng khiến chính phủ trở thành các cơ quan của sự bất công. Thoreau được thúc đẩy một phần bởi lòng căm phẫn chế độ nô lệ và cuộc chiến tranh Mexico-Mỹ.

## Tiêu đề
Năm 1848, bài luận này đã được Thoreau thuyết giảng tại tổ chức truyền bá văn học nghệ thuật Concord với tựa đề "Quyền và nghĩa vụ của cá nhân trong quan hệ với Chính phủ. "  Đây là cơ sở cho bài luận sau này của ông, lần đầu tiên được xuất bản dưới tựa đề Chống đối Chính phủ dân sự vào năm 1849 trong một tuyển tập được gọi là Æsthetic Papers (Tuyển tập về Thẩm mỹ). Tiêu đề thứ hai chỉ ra cương lĩnh của Thoreau là "bất đối kháng" (ôn hòa -vô chính phủ), những người đã bày tỏ quan điểm tương tự. Chống đối cũng là một phần của phép ẩn dụ mà Thoreau dùng để so sánh chính quyền với một cỗ máy: khi cỗ máy tạo ra bất công, bổn phận của công dân có lương tâm phải là "một thứ ma sát chống lại" (ví dụ, lực phanh) " để dừng cỗ máy đó lại.
Năm 1866, bốn năm sau ngày mất của Thoreau, bài luận này đã được in lại trong một bộ sưu tập các tác phẩm của Thoreau (tuyển tập Một thổ dân Yankee ở Canada, với việc chống chế độ nô lệ và Cải cách) dưới tiêu đề Bất Tuân Dân Sự. Ngày nay, bài tiểu luận này cũng xuất hiện dưới tiêu đề Về Nhiệm Vụ Của Bất Tuân Dân Sự, có lẽ là để tương phản với bài tiểu luận của William Paley: Nhiệm Vụ Của Vâng Lời Dân Sự mà Thoreau đã phản ứng lại. Ví dụ, năm 1960 trong ấn phẩm Signet Classics của Thư Viện New American do Walden biên tập có một phiên bản có nói về chủ đề này. Về Bất Tuân Dân Sự là một tiêu đề phổ biến khác.
Từ civil (dân sự, văn minh) có nhiều nghĩa. Một trong số đó nghĩa là "liên quan đến công dân và mối tương quan của họ với nhau hoặc với nhà nước", và như vậy sự bất tuân dân sự có nghĩa là " bất tuân nhà nước". Đôi khi người ta cho rằng civil trong trường hợp này có nghĩa là "các hình thức xã hội chấp nhận sự giám sát; lịch sự " mà sẽ làm cho bất tuân dân sự giống như một thứ gì đó lịch sự, sự bất phục tùng trong trật tự. Mặc dù đây là một nghĩa có thể chấp nhận được của từ civil, nhưng nó không phải là ý muốn nói ở đây. Hiểu lầm này là một lý do bài luận này đôi khi được coi là sự tranh cãi giữa chống đối hòa bình hoặc chống đối hoàn toàn bất bạo động. Ví dụ, Mahatma Gandhi sử dụng cách giải thích này cho thấy một sự tương đương giữa bất tuân dân sự của Thoreau và Satyagraha của mình.

## Bối cảnh
Cuộc khủng hoảng chế độ nô lệ bùng nổ tại New England trong thập niên 1840 và thập niên 1850. Không khí trở nên đặc biệt căng thẳng sau khi Đạo luật nô lệ bỏ trốn được thông qua vào năm 1850. Là một nhà hoạt động chống chế độ nô lệ suốt cuộc đời, Thoreau có bài phát biểu đầy nhiệt huyết mà sau này sẽ trở thành Bất Tuân Dân Sự năm 1848, chỉ vài tháng sau khi rời Walden Pond. Bài phát biểu lên án chế độ nô lệ, nhưng đồng thời chỉ trích chủ nghĩa đế quốc Mỹ, đặc biệt là cuộc chiến tranh Mexico-Mỹ.

## Tóm tắt
Thoreau khẳng định rằng vì chính phủ thường có hại hơn hữu ích, do đó họ không thể khách quan và công bằng được. Dân chủ không thể chữa trị được căn bệnh này, vì đơn giản là trở thành đa số không đồng nghĩa với sự tỉ lệ thuận với sự khôn ngoan và sự công bằng. Sự phán xét của lương tâm một cá nhân không nhất thiết phải kém chất lượng hơn so với các quyết định của một cơ quan chính trị hay của đa số, và như vậy "việc thúc ép tôn trọng luật là không thể mong muốn được. Bổn phận duy nhất mà tôi có quyền được thừa nhận là thực hiện bất cứ lúc nào những gì tôi nghĩ là đúng.... Luật pháp không bao giờ biến một người công bằng hơn một tẹo nào cả, và, bằng sự tôn trọng của họ cho nó, thậm chí những thiện chí được thực hiện hàng ngày cũng là những tác nhân của bất công ". Ông nói thêm," Tôi không thể ngay lập tức nhận ra là chính phủ của tôi [rằng] đó cũng chính là chính phủ của nô lệ ".
Chính phủ, theo Thoreau, không phải chỉ là có một chút tham nhũng hoặc bất công trong quá trình hoạt động của nó, mà là thực tế, chính phủ là một tác nhân chủ yếu gây ra tham nhũng và bất công. Bởi vì điều này, cho nên "sẽ không là quá sớm để những người trung thực vùng lên làm cách mạng".
Những nhà triết học chính trị đã cùng nhau cảnh báo về cách mạng bởi vì những biến động của cuộc cách mạng thường gây ra rất nhiều tổn thất và đau khổ. Thoreau cho rằng một phân tích chi phí/lợi ích như vậy là không hợp lý khi chính phủ đang tích cực tạo điều kiện cho một sự bất công thậm tệ như chế độ nô lệ. Thật vô cùng vô đạo đức khi họ biện minh bằng cách nêu ra những khó khăn hoặc giá cả khi phải kết thúc chế độ nô lệ. "Những người này phải từ bỏ chiếm hữu nô lệ, và để tiến hành cuộc chiến tranh tại Mexico, mặc dù họ phải trả giá bằng cả sự tồn tại của họ như là một con người".
Thoreau nói với đọc giả của mình rằng họ không thể đổ lỗi vấn đề này hoàn toàn vào các chính trị gia miền Nam ủng hộ chế độ nô lệ, nhưng phải đặt trách nhiệm cho những người, ví dụ, Bang Massachusetts, " những người quan tâm tới thương mại và nông nghiệp hơn là những ảnh hưởng tới con người của chúng, và không chuẩn bị để thực hiện công bằng cho các nô lệ và cho Mexico, tính toán phí tổn những gì nó có thể... Có hàng ngàn người có lý tưởng chống lại chế độ nô lệ và chiến tranh, nhưng họ lại chưa thực sự làm một việc gì để kết thúc những điều đó cả."  (Xem thêm: Chế độ nô lệ ở Massachussetets của Thoreau về lập luận này)
Ông khuyến khích mọi người không chỉ thụ động chờ đợi một cơ hội để bỏ phiếu cho công lý, bởi vì bỏ phiếu cho công lý cũng vô dụng như ước muốn có được công lý vậy; những gì bạn cần làm là phải thực sự công bằng. Điều này không có nghĩa rằng bạn phải có nghĩa vụ cống hiến cuộc đời của mình để đấu tranh cho công lý, nhưng bạn có nghĩa vụ là không ủng hộ bất công và không gây ra các hành vi bất công.
Nộp thuế là một cách khác để mọi người cộng tác với sự bất công. Những người tuyên bố rằng cuộc chiến tranh ở Mexico là sai và hỗ trợ chế độ độ nô lệ mâu thuẫn với chính họ là sai nếu họ tài trợ cho cả hai thứ đó bằng tiền thuế do chính họ nộp. Tương tự, Thoreau cũng chỉ ra rằng những người hoan nghênh những người lính từ chối tham gia một cuộc chiến tranh phi nghĩa thì chính họ lại không phải là người sẵn sàng từ chối tài trợ cho chính phủ để phát động chiến tranh.
Trong một nước cộng hòa lập hiến như Hoa Kỳ, người ta thường nghĩ rằng phản ứng thích hợp trước một đạo luật bất công là cố gắng sử dụng các phương pháp chính trị để thay đổi bộ luật đó, nhưng tuân theo và tôn trọng bộ luật đó cho đến khi nó được thay đổi. Nhưng nếu bộ luật đó rõ ràng không công bằng, và quá trình lập pháp không được thiết kế để nhanh chóng xóa sạch luật bất công như vậy, thì khi đó Thoreau nói rằng bộ luật đó không xứng đáng được tôn trọng và nó sẽ bị phá vỡ. Trong trường hợp của Hoa Kỳ, chính Hiến pháp coi trọng việc thiết lập chế độ nô lệ, và do đó nó thuộc dạng bị lên án này. Những người theo Chủ nghĩa bãi nô, theo ý kiến của Thoreau, hoàn toàn nên rút sự ủng hộ của mình cho chính phủ và dừng nộp thuế, thậm chí nếu điều này đồng nghĩa là bị bỏ tù.
Dưới một chính phủ mà thi hành bỏ tù phi lý, chỗ thực sự của một người liêm chính là nhà tù... nơi mà Nhà nước dùng để giam giữ những kẻ không những không thuộc hạng, mà còn đối lập với người đó, -. Ngôi nhà duy nhất trong một Nhà nước nô lệ mà một người tự do còn có thể giữ được danh dự.... Vứt bỏ toàn bộ phiếu bầu của bạn, không phải là một dải giấy đơn thuần, nó còn là toàn bộ quyền lực của bạn. Một thiểu số sẽ là bất lực khi nó nằm trong đa số; nó thậm chí nhỏ hơn cả thiểu số nữa; nhưng nó sẽ không thể đánh bại khi cố gắng hết sức lực. Nếu lựa chọn giữa việc bắt giữ tất cả những người đấu tranh cho công lý, hoặc từ bỏ chiến tranh và chế độ nô lệ, Nhà nước sẽ không ngần ngại lựa chọn. Nếu một ngàn người không trả các hóa đơn thuế của họ trong năm nay, đó không phải là một phương pháp bạo lực và gây đổ máu, khi số tiền thuế đó được trả cho nhà nước để nó đi trấn áp và gây đổ máu cho những người vô tội. Điều này, trên thực tế đã định nghĩa cho một cuộc cách mạng hòa bình (bất bạo động), nếu có thể. [10]
Do chính phủ sẽ trả đũa, Thoreau nói rằng ông thích sống cuộc sống đơn giản vì như thế ông sẽ có ít thứ để mất. "Tôi có thể đủ khả năng để từ chối bổn phận với... Massachusetts. Tôi phải trả giá ít hơn về mọi mặt khi phải chịu hình phạt của sự bất tuân cho Nhà nước. Tôi sẽ cảm thấy như thể là tôi bị hạ thấp giá trị trong trường hợp đó ".
Ông bị giam giữ một thời gian ngắn vì từ chối trả thuế bầu cử, nhưng ngay cả trong tù thì ông cũng cảm thấy tự do hơn so với người bên ngoài. Ông coi đó là một trải nghiệm thú vị và ra khỏi nó với một cái nhìn mới về mối quan hệ của mình với chính phủ và công dân của nó. (Ông đã được phóng thích vào ngày hôm sau sau khi " một người nào đó đã can thiệp, và trả món tiền thuế đó cho ông. ") 
Thoreau nói rằng ông sẵn sàng trả thuế đường cao tốc, số tiền này sẽ quay trở lại làm lợi cho các những láng giềng của ông, nhưng ông phản đối với các loại thuế dùng để phục vụ riêng cho chính phủ riêng – tuy nhiên ông không nói là số tiền đóng góp của ông sẽ được sử dụng để trả cho một dự án bất công hoặc để lấy lãi. "Tôi chỉ đơn giản là muốn từ chối lòng trung thành với Nhà nước, thoát khỏi và tránh xa nó một cách hiệu quả".
Bởi vì chính phủ là do con người tạo ra, chứ không phải là một yếu tố tự nhiên hay một hành động của Chúa, Thoreau hy vọng rằng những người làm nên chính phủ cũng có thể hiểu được điều đó. Khi các chính phủ tiến hành theo, ông cũng nhận thấy chính phủ Mỹ, với tất cả lỗi lầm của mình, không phải là tồi tệ nhất và thậm chí đã có một số phẩm chất đáng ngưỡng mộ. Tuy nhiên, ông thấy chúng ta có thể và nên kiên trì làm tốt hơn thế nữa. " Sự tiến bộ từ một chế độ quân chủ tuyệt đối đến một chế độ quân chủ hạn chế, từ một chế độ quân chủ hạn chế đến một nền dân chủ, là một tiến bộ hướng tới một sự tôn trọng thực sự đối với cá nhân mỗi người.... Có phải là một nền dân chủ, như chúng ta biết, là không thể cải tiến thêm được nữa ? Và không thể tiến thêm một bước nữa để hướng tới công nhận và tạo lập các quyền con người ?
Sẽ không bao giờ có một nhà nước tự do và khai sáng thực sự cho đến khi Nhà nước đó thực sự thừa nhận mọi cá nhân đều có quyền lực cao hơn và độc lập, từ đó mới sinh ra tất cả quyền lực và quyền hạn của nó, để cư xử với các cá nhân cho hợp lý".
Một câu cách ngôn có thể của Thomas Jefferson  hoặc Thomas Paine nói rằng: "chính phủ tốt nhất là chính phủ quản lý ít nhất...", đã thực sự tìm thấy trong Bất Tuân Dân Sự của Thoreau. Thoreau đã diễn giải phương châm của Tạp chí Hoa Kỳ và Phê bình Dân chủ(The United States Magazine and Democratic Review): " chính phủ tốt nhất là chính phủ quản lý ít nhất...". Thoreau mở rộng nó một cách đáng kể:
Tôi hoàn toàn đồng ý với phương châm: - "chính phủ tốt nhất là chính phủ quản lý ít nhất" và mong ước phương châm ấy được áp dụng vào thực tế một cách có hệ thống và càng nhanh càng tốt. Khi phương châm ấy được đưa vào thực tế, cuối cùng nhằm đạt được điều mà tôi cũng đồng thời tin tưởng: - "Chính phủ tốt nhất là chính phủ không quản lý gì cả," và khi mọi người sẵn sàng chấp nhận điều này, thì họ sẽ có một chính phủ như thế. Chính phủ, trong trường hợp tốt nhất, chỉ là một phương tiện; nhưng hầu hết các chính phủ thường, và đôi khi tất cả các chính phủ, đều là những phương thiện tồi -Thoreau, Bất Tuân Dân Sự

## Ảnh hưởng

### Mohandas Gandhi
Nhà lãnh đạo cuộc đấu tranh giành độc lập Ấn Độ Mohandas Gandhi (hay còn gọi là Mahatma Gandhi) đã rất ấn tượng bởi các lập luận của Thoreau. Năm 1907, khoảng một năm trong chiến dịch Satyagraha đầu tiên của mình tại Nam Phi, ông đã viết một bản dịch tóm tắt các lập luận của Thoreau cho tờ India Opinion (Ý kiến Ấn Độ), tin tưởng bài luận của Thoreau là "nguyên nhân chính của việc bãi bỏ chế độ nô lệ ở Mỹ", và viết rằng "Cả việc thực hành lẫn viết lách của mình là cách áp dụng chính xác cho người Ấn Độ tại Transvaal ". Cuối cùng, ông kết luận: 
Thoreau là một nhà văn lớn, nhà triết học, nhà thơ, và đồng thời là nhà thực hành lớn nhất, có nghĩa là, ông đã dạy những điều không ngoài những thứ mà ông đã chuẩn bị để thực hành trên chính bản thân mình. Ông là một trong những người vĩ đại nhất và đạo đức nhất mà nước Mỹ đã tạo ra. Vào thời điểm phong trào bãi bỏ chế độ nô lệ diễn ra, ông đã viết bài tiểu luận nổi tiếng "Bàn Về Nhiệm Vụ Của Bất Tuân Dân Sự". Ông đã bị bỏ tù vì các nguyên lý và vì cuộc chiến đấu những người cùng khổ của ông. Bài tiểu luận của ông, do đó, đã trở thành huyền thoại. Hơn nữa, nó sẽ chẳng bao giờ bị lỗi thời. Lý luận sắc bén của nó là không thể tranh cãi được. 
- "Viết cho những người phản kháng thụ động" (1907) 

### Martin Luther King, Jr.
Lãnh đạo dân quyền Mỹ Martin Luther King, Jr cũng bị ảnh hưởng bởi bài luận này. Trong cuốn tự truyện của mình, ông đã viết: 
Trong thời sinh viên, lần đầu tiên tôi đã đọc bài luận Bàn Về Bất Tuân Dân Sự của Henry David Thoreau. Cụ thể, trong việc dũng cảm từ chối nộp thuế cho New Englander của ông và lựa chọn thà vào tù chứ không thèm hỗ trợ một cuộc chiến tranh để mở rộng lãnh thổ của chế độ nô lệ đến Mexico, lần đầu tiên tôi đã biết đến lý thuyết phản kháng bất bạo động. Bị cuốn hút bởi ý tưởng từ chối hợp tác với một hệ thống độc ác, tôi đã xúc động sâu sắc đến nỗi tôi đã đọc đi đọc lại tác phẩm này nhiều lần. 
Tôi bị thuyết phục rằng sự bất hợp tác với cái ác phải càng nhiều như là một nghĩa vụ đạo đức cũng có nghĩa là càng hợp tác với cái tốt. Không ai trước đó đã hùng hồn hơn và đam mê hơn trong ý tưởng này hơn Henry David Thoreau. Nhờ tác phẩm và sự thực chứng của ông, mà chúng ta được kế thừa một di sản phản kháng sáng tạo. Những lời dạy của Thoreau đã được sống lại trong phong trào dân quyền của chúng tôi; thực sự, chúng sống động hơn bao giờ hết. Dù được thể hiện trong một cuộc biểu tình ngồi tại quầy ăn trưa, cuộc đi vận động chống phân biệt chủng tộc đến Mississippi, một cuộc biểu tình hòa bình ở Albany, Georgia, một cuộc tẩy chay xe buýt ở Montgomery, Alabama, đây là những kết quả tự nhiên từ những kiên định của Thoreau rằng cái xấu phải được chống lại và rằng không một con người có lương tâm nào có thể kiên nhẫn chấp nhận bất công. 
- ". Tự truyện của Martin Luther King, Jr" 

### Martin Buber
Nhà triết học theo chủ nghĩa hiện sinh Martin Buber đã viết về Bất Tuân Dân Sự như sau:
Tôi đã đọc nó với cảm giác mãnh liệt là nó là một cái gì đó rất liên hệ trực tiếp với tôi.... Nó rất là gắn bó, các yếu tố cá nhân, tính "bây giờ và ở đây" của công trình này đã hoàn toàn thuyết phục tôi. Thoreau đã không đưa ra một nhận định chung; ông mô tả và thiết lập thái độ của mình trong một hoàn cảnh lịch sử-tiểu sử cụ thể. Chủ đích của ông giúp cho người đọc không chỉ khám phá ra lý do tại sao Thoreau đã hành động như ông đã làm tại thời điểm đó mà còn buộc người đọc tất yếu phải thành thực và vô tư – sẽ phải hành động như thế bất cứ khi nào họ có cơ hội thích hợp, như là anh ta nghiêm túc tự hứa là sẽ thực hiện sự tồn tại của mình như là một con người thực sự. 
Câu hỏi đặt ra ở đây không chỉ là một trong nhiều trường hợp cá biệt trong cuộc đấu tranh giữa một sự thật bất lực không thể hành động và một quyền lực đã trở thành kẻ thù của sự thật. Nó thực sự chỉ ra rằng cuộc đấu tranh này tại bất kỳ thời điểm nào cũng đều phải trở thành nhiệm vụ của con người với tư cách là một con người... 
- "Bổn phận của con người như là một con người" (1962) 

### Những người khác
Nhà văn Lev Tolstoy đã nói rằng Bất Tuân Dân Sự có một tác động mạnh mẽ về phương pháp bất bạo động của ông. Những người khác được cho là đã bị ảnh hưởng bởi bất tuân dân sự bao gồm: Tổng thống John F. Kennedy, Chánh án Tối cao William O. Douglas, và nhiều nhà văn khác như Marcel Proust, Ernest Hemingway, Upton Sinclair, Sinclair Lewis, và William Butler Yeats 